# سیارک ۱۸۵۲۵۰
سیارک ۱۸۵۲۵۰ (به انگلیسی: 185250 Korostyshiv، نامگذاری:2006UY62) صد و هشتاد و پنج هزار و دویست و پنجاهمین سیارک کشف شده‌است که در ۱۷ اکتبر ۲۰۰۶ کشف شد.